# Ростовский зоопарк
Ростовский зоопарк — один из крупнейших по территории зоопарков России (площадью почти 56,97 гектаров), богатый своими традициями зоологический парк. Расположен в Ростове-на-Дону.
Ростовский зоопарк является участником 38 программ по сохранению редких и исчезающих видов животных, а также членом ISIS — Международной системы информации об особях животных. Отличительной особенностью зоопарка является обширная парковая зона, что делает его особенно популярным среди жителей города местом отдыха. Насаждения Ростовского зоопарка — памятник природы.

## История
Был основан в июнe 1927 годa на базе живого yголкa школы имени Маршала Советского Союза C. M. Будённогo благодаря ученикам и учителю одной из ростовских школ (сейчас это школа № 43 на пр. Будённовском, 64). 26 июня 1927 года на пришкольном участке открылся для массового посещения Зоологический сад.

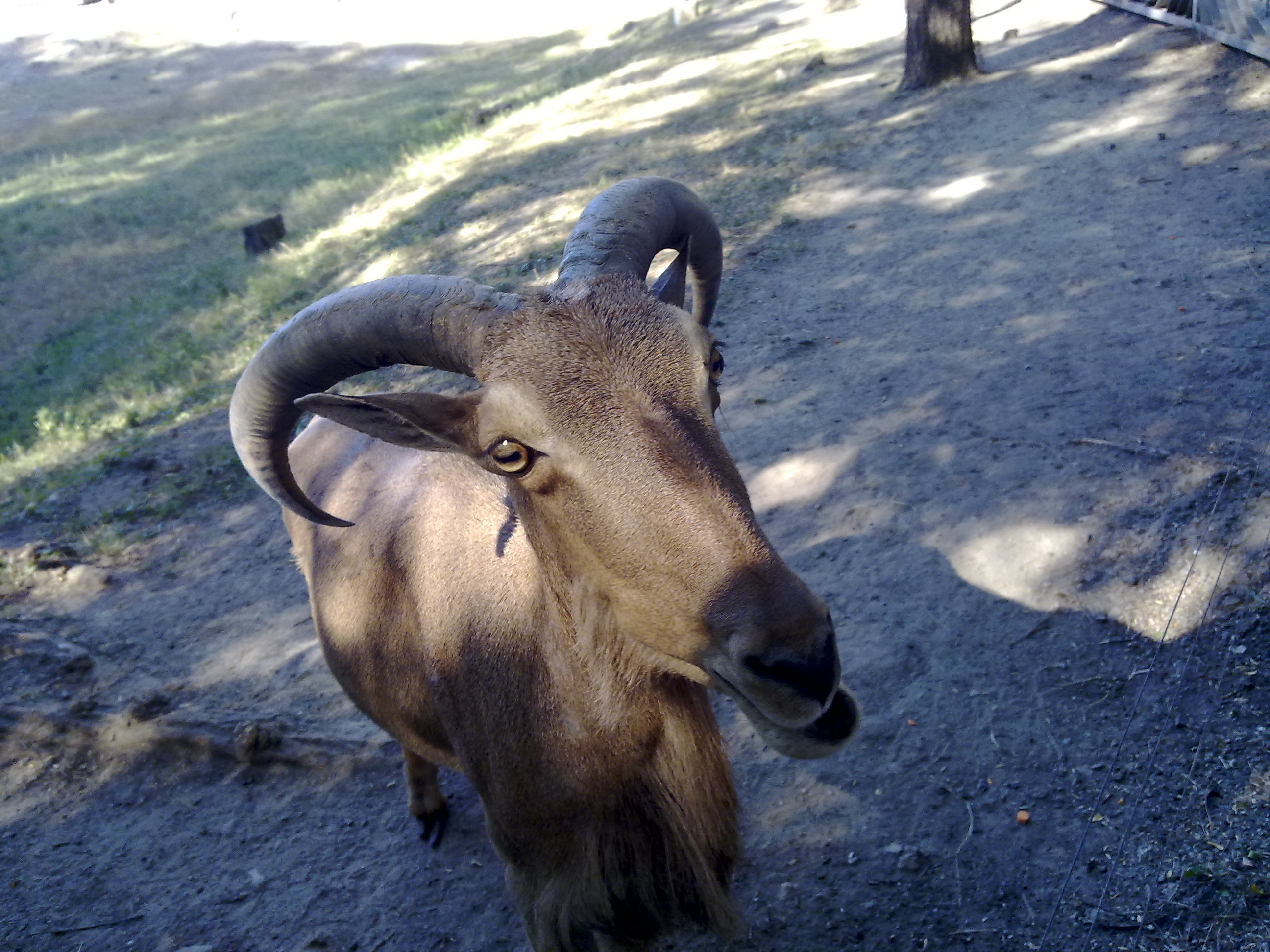
Гривистый баран в Ростовском зоопарке, 2010 год

Осенью 1929 года школьную коллекцию животных перевезли на окраину города, где под неё были выделены пять городских дач. Первым директором Зоосада стал Владимир Вильгельмович Кегель — школьный преподаватель и основатель натуралистического кружка.
В 1930 году в зоопарке появились экзотические животные: слон, лев, тигр, пума, леопард, крокодил, морские львы, питон, обезьяны, попугаи, ламы, страусы. Они были конфискованы в счет налоговых долгов у частного зверинца Анатолия Филатова, который гастролировал тогда в Ростове на Театральной площади.
В 1935 году в Ростовском зоопарке получено потомство эму. Этими птицами город обеспечил все зоопарки страны, а также два зарубежных — в Китае и Румынии.
5 сентября 2009 года Ростовский зоопарк получил трёх слонов, которые приехали из берлинского зоопарка Фридрихсфельде. Более двадцати лет зоопарк не имел слонов и теперь получил их в обмен на белого медвежонка. Но на этом история не закончилась: в декабре 2010 года в зоопарке неожиданно родился слонёнок-самка. Как оказалось, слониха была передана Ростовскому зоопарку уже беременной.

## Коллекция

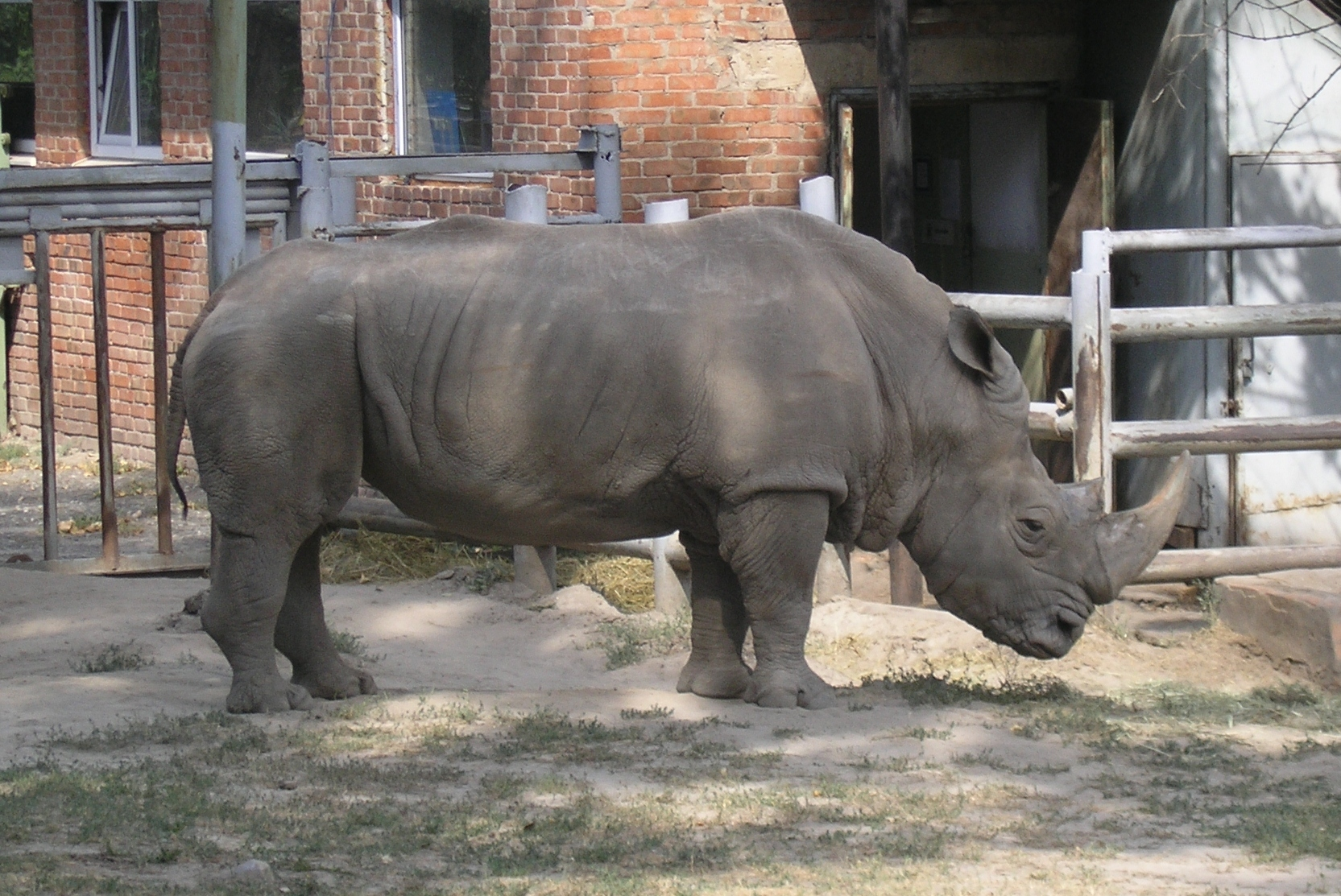
Белый носорог в Ростовском зоопарке, август 2008 года

Зоопарк один из крупнейших по территории зоопарков России, который содержит около 5 тысяч животных, относящихся к 400 видам, причём из них 105 видов внeceны в Kpaсную книгy МСОП, 33 видa — в Kpaсную книry России, а 132 видa внeceны в списки приложений конвенции CITES.
Ростовский зоопарк работает в контакте с ведущими научными и общественными организациями мира, занимающимися проблемами сохранения редких и исчезающих видов животных, здесь содержится большое количество видов животных, занесенных как в Международную Красную книгу, так и в региональные списки редких и исчезающих животных.
Зоопарк Ростова занимает одно из первых мест в Европе по разведению орланов-белохвостов.
В зоопарке также есть секция аквариума, в которой представлены самые разнообразные обитатели подводного мира — от рыб Донского края до редких пресноводных скатов и крабов из Южной Америки. В террариуме есть крокодилы из Юго-Восточной Азии, разнообразные черепахи, змеи Средней Азии, Африки, Америки, а также другие экзотические рептилии.